# Цецилія Марія Сенявська
Цецилія Марія Сенявська, народжена Радзивілл (бл. 1643 — 1682) — дружина гетьмана польного коронного Миколи Сенявського.

## Біографія

### Походження
Дочка князя, державного діяча Великого Князівства Литовського, Речі Посполитої, ордината Несвіжа Олександра Людвіка Радзивілла та його третьої дружини Лукреції Марії Строци. У неї було семеро братів і чотири сестри.

### Сім'я

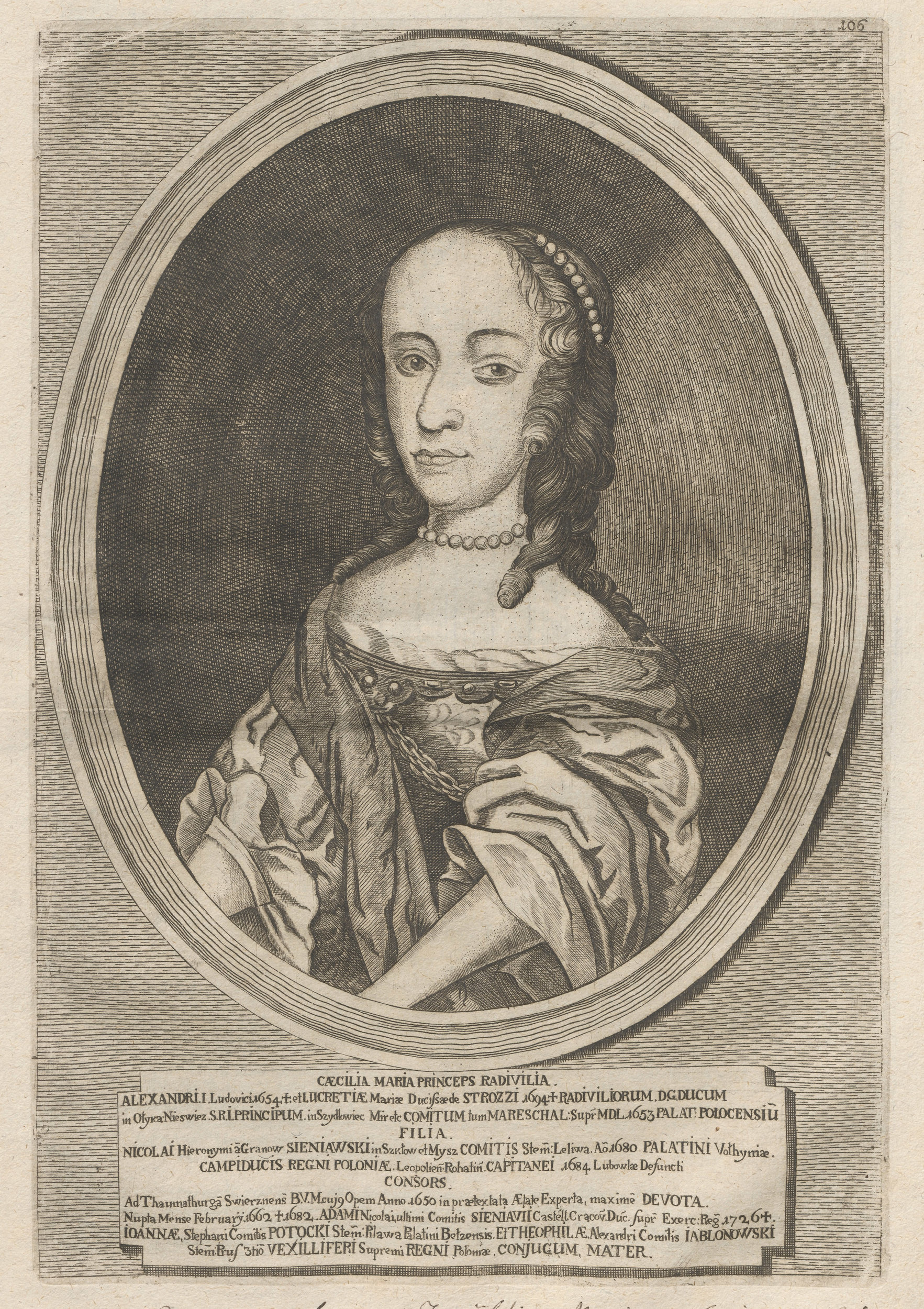
Цецилія Марія Сенявська

У 1662 році вона вийшла заміж за Миколу Єроніма Сенявського.
Їхні діти:
- Адам Микола Сенявський (бл. 1666 — 18 лютого 1726), воєвода белзький (1692—1710), коронний гетьман (1702—1706), гетьман великий коронний (1706—1726), каштелян краківський (1710—1726), староста львівський, рогатинський, любачівський, стрийський, пясечинський
- Теофіла Сенявська (1677—1754), дружина князя Олександра Яна Яблоновського
- Йоанна Сенявська, дружина Стефана Потоцького, воєводи белзького[3]

Рідним братом Цецилії був Домінік Миколай Радзивілл (1653—1697) — князь, державний діяч Князівства Литовського, Речі Посполитої, ординат Клецька.

## У мистецтві
Відомі два зображення Цецилії Марії. Один портрет походить із Несвізької портретної галереї, а другий зараз зберігається у Варшавському національному музеї.